# Crisalide (Vola)
"Crisalide (Vola)" je píseň, kterou nazpívala sanmarinská zpěvačka Valentina Monetta. Napsali ji Ralph Siegel a Mauro Balestri.
S písní reprezentovala Valentina Monetta San Marino na Eurovision Song Contest 2013 ve švédském Malmö. Píseň soutěžila ve 2. semifinále dne 16. května 2013 kvůli místu ve finále dne 18. května 2013, nicméně se nakvalifikovala. Umístila se na 11. místě s celkovým počtem 47 bodů, což je dodnes nejlepší výsledek San Marina na Eurovision Song Contest.
Anglická verze písně nazvaná "Chrysalis (You'll Be Flying)" byla také nahrávána s textem Timothyho Touchtona.
Sanmarinská veřejnoprávní televize San Marino RTV prezentovala píseň i videoklip veřejnosti 15. března 2013.

## Seznam stop
Digitální stažení
- Crisalide (Vola) – 2:56
- Crisalide (Vola) (karaoke verze) – 2:56

Digitální maxisingl
- Crisalide (Vola) – 2:56
- Chrysalis (You'll Be Flying) – 2:56
- Crisalide (Vola) (karaoke verze) – 2:56
- Chrysalis (You'll Be Flying) (karaoke verze) – 2:56